# Dorstenia soerensenii
Dorstenia soerensenii là một loài thực vật có hoa trong họ Moraceae. Loài này được Friis mô tả khoa học đầu tiên năm 1974.